# En un món millor
En un món millor (títol original en danès, Hævnen que significa literalment la venjança) és una pel·lícula danesa de 2010 dirigida per Susanne Bier i escrita per Anders Thomas Jensen. La història es desenvolupa paral·lelament en un petita població de Dinamarca i en un camp de refugiats de Darfur.
Hævnen va guanyar el Premi Globus d'Or a la millor pel·lícula estrangera i l'Oscar a la millor pel·lícula de parla no anglesa de la 83a edició dels premis Oscar.

## Argument
Anton, un doctor suec pare de dos fills i en tràmit de separar-se, compagina la seva vida entre una petita població danesa i un camp de refugiats a Darfur on sobretot s'ocupa de les víctimes femenines d'un sàdic war lord. La seva intensa dedicació a Àfrica sovint no li permet de dedicar prou atenció al seu fill de 12 anys Elias, que és víctima de bullying a l'escola.
Christian, que ve de Londres i s'acaba d'incorporar a l'escola, fa de seguida amistat amb Elias i es fa valer dels seus mètodes violents i dissuasius per ajudar a combatre l'assetjament al qual el seu amic està sotmès. El seu violent comportament és alhora una arma per lluitar contra la seva pròpia frustració, originada per la recent pèrdua de la seva mare a causa de càncer, mort de la qual culpabilitza al seu pare.
La frustració de Christian unida a la d'Elias, qui se sent abandonat pel seu pare en missió humanitària a Darfur, conduiran els dos joves a protagonitzar un dramàtic i violent episodi fruit de la detonació d'una bomba casolana que Christian ha fabricat per tal de venjar el pare d'Elias, qui ha estat agredit físicament per un veí.

## Repartiment
- Mikael Persbrandt: Anton
- Trine Dyrholm: Marianne
- Ulrich Thomsen: Claus
- William Jøhnk Nielsen: Christian
- Markus Rygaard: Elias
- Kim Bodnia: Lars
- Wil Johnson: metge
- Eddie Kimani: metge
- Emily Mglaya: infermera
- Gabriel Muli: intèrpret
- June Waweru: pacient
- Mary Hounu Moat: pacient
- Synah Berchet: anciana
- Elsebeth Steentoft: Signe
- Satu Helena Mikkelinen: Hanna
- Camilla Gottlieb: Eva
- Birthe Neumann: amiga de Marianne
- Paw Henriksen: policia
- Jesper Lohmann: policia
- Bodil Jørgensen: professor tutor
- Lars Kaalund: amic de Lars
- Lars Bom: investigador

## Premis
- Oscar a la millor pel·lícula de parla no anglesa (2011)
- Globus d'Or a la millor pel·lícula de parla no anglesa (2011)